# Schweizer Badmintonmeisterschaft 1982
Die Schweizer Badmintonmeisterschaft 1982 fand am 6. und 7. Februar 1982 in Steckborn statt. Es war die 28. Austragung der nationalen Titelkämpfe im Badminton in der Schweiz. 

## Medaillengewinner
| Disziplin    | Gold                             | Silber                          | Bronze                           |
| ------------ | -------------------------------- | ------------------------------- | -------------------------------- |
| Herreneinzel | Pascal Kaul                      | Claude Heiniger                 | Rolf Müller                      |
| Herreneinzel | Pascal Kaul                      | Claude Heiniger                 | Michael Althaus                  |
| Dameneinzel  | Liselotte Blumer                 | Elisabeth Kropf                 | Patricia Kaul                    |
| Dameneinzel  | Liselotte Blumer                 | Elisabeth Kropf                 | Corinne Caretti                  |
| Herrendoppel | Paolo di Paoli Laurent Kuhnert   | Claude Heiniger Roland Heiniger | Georges Fischer Lionel Schmid    |
| Herrendoppel | Paolo di Paoli Laurent Kuhnert   | Claude Heiniger Roland Heiniger | Michael Althaus Thomas Althaus   |
| Damendoppel  | Liselotte Blumer Mireille Drapel | Elisabeth Kropf Corinne Caretti | Sylvia Lüthi Regula Kaufmann     |
| Damendoppel  | Liselotte Blumer Mireille Drapel | Elisabeth Kropf Corinne Caretti | Daniela Schenk Claudia von Büren |
| Mixed        | Dieter Blumer Liselotte Blumer   | Michael Althaus Iris Kaufmann   | Laurent Kuhnert Corinne Caretti  |
| Mixed        | Dieter Blumer Liselotte Blumer   | Michael Althaus Iris Kaufmann   | Werner Riesen Mireille Drapel    |